# Boulevard Jules-Guesde
Pour les articles homonymes, voir Jules Guesde et Guesde.
Le boulevard Jules-Guesde est une voie de communication de Saint-Denis.

## Situation et accès

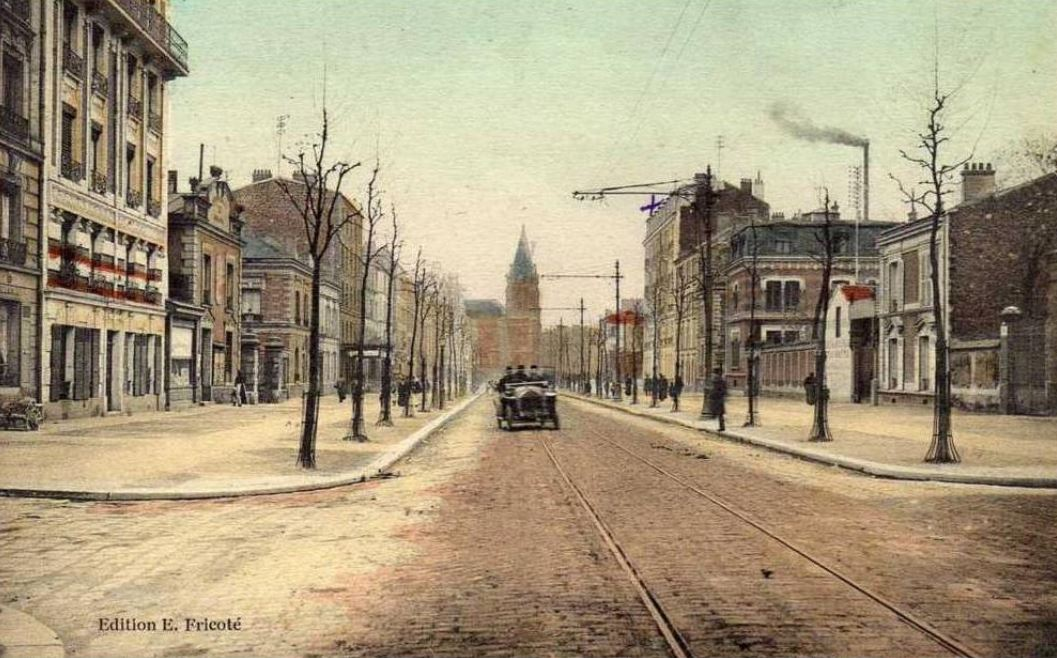
Boulevard de Châteaudun. Carte postale des Éditions Fricoté.

Les voies traversées sont, du nord au sud:
- Boulevard Carnot
- Rue Suger
- Rue de la République
- Rue Auguste-Delaune
- Rue Ernest-Renan
- Cité Bourcier, prolongement de l'impasse Châteaudun qui témoigne encore de l'ancien nom du boulevard
- Villa Danré[1]
- Rue Moreau, prolongement de la rue des Ursulines
- Boulevard Marcel-Sembat

Il est prolongé au nord par la rue Gaston-Philippe, anciennement rue Jeannot,, et au Sud par la rue Denfert-Rochereau.

## Origine du nom
Cette voie est nommée en l'honneur du journaliste et homme politique français Jules Guesde (1845-1922).

## Historique

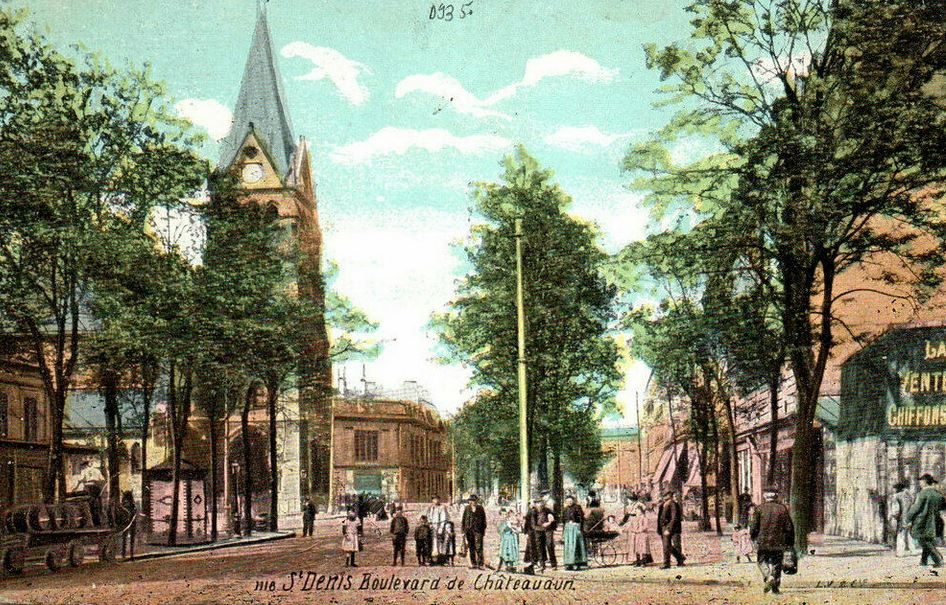
Le boulevard de Châteaudun. Carte postale des années 1900.

Ce boulevard qui existe depuis 1813 porta d'abord le nom de Hilaire Giot, maire de la ville sous le Second Empire, qui y réalisa de grands travaux d'urbanisme.
Le 19 juillet 1872, il est renommé Boulevard de Châteaudun, en l'honneur de la ville de Châteaudun, victime de sanglantes représailles à l'encontre de la population civile par les troupes prussiennes après la bataille de Châteaudun en 1870.
Le boulevard prend enfin son nom actuel en 1923.
Comme d'autres boulevards de Saint-Denis, il a été percé sur les remparts du XVIe siècle.
Il était parcouru par le Tramway Enghien - Trinité de 1900 à 1935.

## Bâtiments remarquables et lieux de mémoire

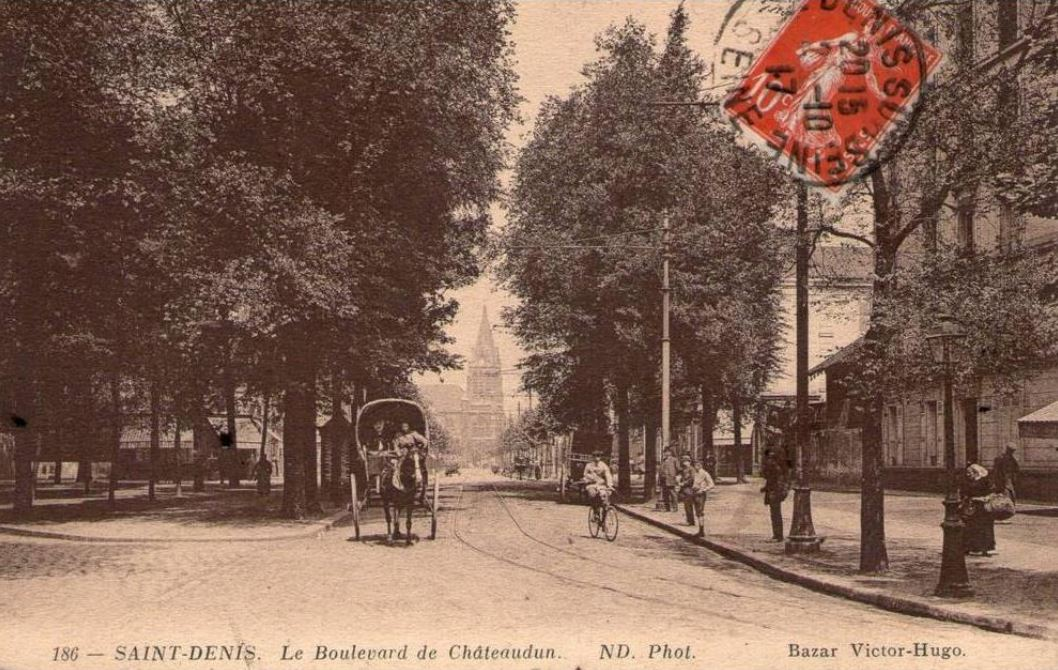
Le boulevard, perspective vers le Nord, vue du croisement avec le boulevard Marcel-Sembat.

- Théâtre Gérard-Philipe, ancienne salle des fêtes municipale.
- Église Saint-Denis-de-l'Estrée[9], construite en 1864.

Le poète Paul Éluard est né en 1852 au no 46.